# 40B busz (Budapest)
A budapesti 40B jelzésű autóbusz Kelenföld vasútállomás és a Budaörsi lakótelep között közlekedik a Bretzfeld utca érintésével. A vonalon a budapesti bérletek a Kelenföld vasútállomás és a Felsőhatár utca között, a budaörsi bérletek a Budaörsi lakótelep és a Gazdagréti út között, a környéki kiegészítő bérletetek pedig a Budaörsi lakótelep és a Felsőhatár utca között érvényesek. A viszonylatot a MÁV Személyszállítási Zrt. üzemelteti.
Tanítási időszakban munkanapokon 6:30–9:00, illetve 14:00–18:30 között minden ajtó felszállásra igénybe vehető.

## Története
2015. augusztus 31-étől a 40-es autóbusz megosztva közlekedik, a 40B jelzésű kiegészítő járata Budaörsön a Bretzfeld utca - Baross utca útvonalon éri el a lakótelepi közös végállomást.
2019. május 11-étől a Rupphegyi útnál és a Madárhegynél is megáll.

## Útvonala
| Budaörsi lakótelep felé |
| Kelenföld vasútállomás M vá. – Koszorúslány utca – aluljáró – Budaörsi út – Budaörs, Budapesti út – Szabadság út – Bretzfeld utca – Baross utca – Budaörsi lakótelep vá.                                   |
| Kelenföld vasútállomás felé |
| Budaörsi lakótelep vá. – Baross utca – Bretzfeld utca – Szabadság út – Budapesti út – Budapest, Budaörsi út – aluljáró – Lapu utca – autópálya-bevezető – Koszorúslány utca – Kelenföld vasútállomás M vá. |

## Megállóhelyei
Az átszállási kapcsolatok között a 40-es járat nincsen feltüntetve.
| 0                                     | Kelenföld vasútállomás M végállomás | 19 | 1, 19, 49 8E, 40E, 53, 58, 87, 87A, 88, 88A, 101B, 101E, 108E, 141, 150, 150B, 153, 154, 172, 173, 187, 188, 188E, 250, 250B, 251, 251A, 251E, 272 689, 691, 710, 712, 715, 720, 722, 724, 725, 727, 731, 732, 734, 735, 736, 760, 762, 763, 764, 767, 770, 774, 775, 778, 779, 798, 799 S10 G10 S12 S30 G30 Z30 S34 S35 S36 S40 G40 Z40 S42 Z42 G43 G44 IC, EC, EN, sebesvonat, gyorsvonat, expresszvonat, |
| 2                                     | Sasadi út                           | 18 | 8E, 40E, 53, 87, 87A, 88, 88A, 108E, 139, 140, 140A, 150, 150B, 153, 154, 172, 173, 187, 188, 188E, 240, 272 764 1172, 1173, 1174, 1175, 1176, 1177, 1183, 1184, 1185, 1188, 1189, 1190, 1193, 1194, 1201, 1205, 1212, 1215, 1216, 1229, 1251, 1253, 1254, 1257, 1268 |
| 5                                     | Gazdagréti út                       | 16 | 8E, 87, 87A, 88, 88A, 139, 140, 140A, 153, 154, 188, 240 |
| 7                                     | Madárhegy                           | 14 | 88, 88A, 140, 140A, 188, 240 |
| 8                                     | Rupphegyi út                        | 13 | 88, 88A, 140, 140A, 188, 240 |
| 9                                     | Felsőhatár utca                     | 12 | 88, 88A, 140, 140A, 188, 240, 289 767 |
| Budapest–Budaörs közigazgatási határa |                                     |    | |
| 10                                    | Tulipán utca                        | 11 | 88, 88A, 140, 140A, 188, 240, 289 |
| 11                                    | Aradi utca                          | 10 | 88, 88A, 140, 140A, 188, 240, 289 |
| 12                                    | Templom tér                         | 8  | 88, 88A, 140, 140A, 188, 240, 288, 289 767 |
| 13                                    | Károly király utca                  | 7  | 40E, 88, 88A, 140, 140A, 188, 240, 287 |
| 14                                    | Kisfaludy utca                      | 6  | 40E, 88, 88A, 140, 140A, 188, 240, 287, 288, 289 |
| 15                                    | Kötő utca                           | 5  | 40E, 88, 88A, 140, 140A, 188, 240, 287 |
| 16                                    | Budaörs, városháza                  | 4  | 40E, 88, 88A, 140, 140A, 188, 240, 287 756, 767 |
| 17                                    | Bretzfeld utca                      | ∫  | |
| 18                                    | Lévai utca                          | 3  | 188E 755 |
| 19                                    | Ifjúság utca                        | 2  | 140, 140A, 140B, 288, 289 |
| 20                                    | Budaörsi lakótelep végállomás       | 0  | 40E, 140, 140A, 140B, 240, 287, 288, 289 755 |